# Szögfelező

A szögfelező szerkesztése körzővel és vonalzóval

 A szögfelező a szöget két egyenlő szögre osztja. A szögfelező minden pontja azonos távolságra van a szög száraitól és átmegy a szög csúcsán.
A konvex szögtartományban a két szögszártól azonos távolságra lévő pontok egy félegyenest alkotnak. A szögtartományon kívül e félegyenes meghosszabbítását szoktuk a szögfelezőnek tekinteni, de a félegyenesen kívül is vannak pontok, melyek a szögszáraktól, mint félegyenesektől azonos távolságra vannak.
Egyenesek által alkotott szögnél a két egyenestől azonos távolságra lévő pontok két egyenest alkotnak, melyek merőlegesek egymásra.

## A szögfelező szerkesztése
Egy szög szögfelezőjét meg lehet szerkeszteni körzővel és vonalzóval a következő módon: olyan kört rajzolunk, melynek középpontja a szög csúcsa. A körvonal a szög mindkét szárát elmetszi. Rajzoljunk két azonos sugarú kört, melyeknek a középpontja a két metszéspont. A két kör két metszéspontja meghatározza a szöget felező egyenest.

## A háromszög szögfelezői

A háromszög belső- (piros) és külső (zöld) szögfelezői, beírt köre (kék) és hozzáírt körei (sárga)

### Belső szögfelezők és háromszögbeírt köre
A háromszög belső szögfelezői azok az egyenesek, melyek a háromszög belső szögeit elfelezik. Ezeknek az egyeneseknek minden pontja azonos távolságra van a háromszög két-két oldalegyenesétől, mivel szögfelezők.
A háromszög belső szögfelezői egy pontban metszik egymást. Ezt beláthatjuk a következőképpen: Az {\displaystyle A} csúcson és a {\displaystyle B} csúcson átmenő szögfelezők metszéspontja egyenlő távol van a {\displaystyle b} és {\displaystyle c} oldalegyenestől (mivel az {\displaystyle A} csúcson átmenő szögfelező pontja) valamint a {\displaystyle c} és {\displaystyle a} oldalegyenesektől is (mivel a {\displaystyle B} csúcson átmenő szögfelezőnek is pontja). Tehát mindhárom oldalegyenestől egyenlő távol van, így {\displaystyle a}-tól és {\displaystyle b}-től is, ezért rajta van a {\displaystyle C}-n átmenő szögfelezőn.
A belső szögfelezők metszéspontja mindhárom oldaltól azonos távolságra van, ezért ez a pont a háromszög mindhárom oldalát érintő kör középpontja. A kör sugara a középpontból az oldalakra állított merőleges szakasz.

### A szögfelezőtétel (Apollóniosz tétele)

Ábra a szögfelezőtétel bizonyításához

A háromszög belső szögfelezője a szemközti oldalt a szomszédos oldalak arányában osztja, vagyis {\displaystyle {\frac {x}{y}}={\frac {a}{c}}}.
Bizonyítás:
Meghosszabbítjuk a háromszög {\displaystyle c} oldalát {\displaystyle B}-n túl {\displaystyle a}-val, így kapjuk meg {\displaystyle D}-t. {\displaystyle CBD} egyenlő szárú háromszög, ennek a {\displaystyle B} csúcsnál lévő külső szöge {\displaystyle \beta }, az alapon fekvő szögei {\displaystyle {\frac {\beta }{2}}} nagyságúak. Az {\displaystyle ABC} háromszög {\displaystyle c} oldala és a szögfelező által bezárt szög egyállású a {\displaystyle CBD} háromszög {\displaystyle D} csúcsnál levő szögével, mivel a két szög azonos nagyságú és az egyik száruk egy egyenesbe esik. Ezért a szögek másik szára – a szögfelező és a {\displaystyle CD} oldal – is párhuzamosak egymással. Az {\displaystyle A} csúcsnál lévő szögre a párhuzamos szelők tételét alkalmazva kapjuk az {\displaystyle {\frac {x}{y}}={\frac {a}{c}}} egyenlőséget.

### Külső szögfelezők és a háromszöghozzáírt körei
A háromszög külső szögeit megfelezve a külső szögfelezőket kapjuk. A szögfelező minden pontja egyenlő távol van a háromszög két oldalegyenesétől. Két-két szögfelező egy pontban metszi egymást. A metszéspont a hozzáírható kör középpontja, mivel mindhárom oldalegyenestől egyenlő távol van.
A háromszög egy csúcsból húzott belső és külső szögfelezője merőleges egymásra.